# George Perry Graham
Pour les articles homonymes, voir George Graham et Graham.
George Perry Graham (31 mars 1859-1er janvier 1943) est un homme politique canadien de l'Ontario. Il est député provincial libéral de Brockville de 1898 à 1907, ainsi que député fédéral libéral de la circonscription ontarienne de Brockville de 1907 à 1911, de Renfrew-Sud de 1912 à 1917 et d'Essex-Sud de 1921 à 1925.

## Biographie
Né à Eganville (en) dans le Canada-Ouest, Graham exerce le métier de journaliste. Il sert également comme préfet de Morrisburg et conseiller au conseil municipal du comté de Dundas (en).
Élu député provincial libéral en 1898 (en) et réélu en 1902 (en) et en 1905, il occupe le poste de secrétaire provincial dans le cabinet de George William Ross de 1904 jusqu'à la défaite électoral du gouvernement Ross en 1905.
Lors du départ de Ross, Graham occupe brièvement la chefferie libérale provinciale en 1907 avant de quitter pour la politique fédérale, alors que Wilfrid Laurier le nomme ministre des Chemins de fer et des Canaux.
Graham remporte un siège à la faveur d'une élection partielle en 1907, mais il est défait en 1911 alors que les conservateurs de Robert Borden remportent les élections. De retour au Communes en 1912, à nouveau à la faveur d'une élection partielle, il ne se représente pas en 1917.
De retour en 1921, il sert comme ministre de la Milice et de la Défense et ministre du Service de la Marine de décembre 1921 à décembre 1922 et ensuite ministre de la Défense de janvier à avril 1923 dans le cabinet de Mackenzie King. Défait en 1925, il est nommé au Sénat du Canada en 1926. Il meurt en fonction en 1943.